# 507. padalski pehotni polk (ZDA)
507. padalski pehotni polk (izvirno angleško 507th Parachute Infantry Regiment; kratica 507. PIR) je bila padalska enota Kopenske vojske Združenih držav Amerike.

## Zgodovina
Polk je bil ustanovljen 20. julija 1942. Novembra 1943 je bil poslan v Anglijo. Med januarjem in avgustom 1944 je bil dodeljen 82. zračnoprevozni diviziji, od avgusta 1944 pa je bil dodeljen 17. zračnoprevozni diviziji. Med vojno je polk opravil 2 bojna skoka. Polk je bil razpuščen 16. septembra 1945 v Campu Myles Standish.